# Nuestro Cinema
Nuestro Cinema  va ser una revista de cinema publicada entre 1932 i 1935, durant la Segona República Espanyola, per intel·lectuals del Partit Comunista Espanyol. Fundada i dirigida per Juan Piqueras Martínez i amb el subtítol «Cuadernos Internacionales de Valorización Cinematográfica», defensava un «cinema proletari», seguint el model soviètic, en detriment del «cinema capitalista», que no representaria de manera acurada la realitat. La revista va tenir dues èpoques, amb col·laboradors com Josep Renau i Berenguer, o César Muñoz Arconada, entre d'altres. Va proposar, infructuosament, la fundació de la Federación Española de Cineclubs Proletarios.

## Nota
1. ↑  A l'obra col·lectiva Història de la cultura catalana, dins el volum «República, autogovern i guerra (1931-1939)», aquesta publicació periòdica especialitzada apareix anomenada com Nuestro Cine.[1]